# 2021 DW1
2021 DW1とは、ハワイのハレアカラ天文台でのパンスターズ1調査によって2021年2月16日に発見された小さなアポロ群に属する地球近傍小惑星である。2021年3月4日8:59（UTC）に、地球から1.48 LD (570,000 km; 350,000 mi) 離れた位置を通過した。接近中、北半球の空を横切って進み、見かけの等級は14.6まで明るくなった。接近中の2021 DW1の広範な観測は、それが直径約30メートル (98 ft)の細長い形状をした小惑星であり、50秒の急速な自転周期を持っていることを明らかにした。小惑星の自転軸は、ヤルコフスキー・オキーフ・ラジエフスキー・パダック効果からの予測とは対照的に、その軌道面に対して異常に斜めになっている。